# یاد و دیدار
یاد و دیدار فیلمی به کارگردانی  و نویسندگی رجب محمدین محصول سال ۱۳۶۶ است.

## بازیگران
- فردوس کاویانی
- فاطمه معتمدآریا
- عزت اله قمی
- محمدعلی جعفری
- پروین دهقان
- آرش عزیززاده
- پرویز کلویر
- سوسن مقصودلو
- محمدتقی لطف ذرعی
- حمید عبدالملکی
- حسن دادشکر
- حمید صالحی
- قاسم پاکرو
- عیسی نسودی شعار
- حمید مرادی
- حسین پورحسین
- شهناز روشنی
- علی اصغر ماسوله
- شهین نجف زاده
- خسرو مظاهری
- محسن زارع
- حسن عامری
- پطروس زاروکیان
- فریبرز قربانی
- احمد سیاوشیان
- افشین شاه ابراهیمی
- محسن طباطبایی
- حسین عامری
- مرتضی رستمی
- بردیا نسوی شعار
- سروش مظاهری
- اطلس منصوری
- سپهر قمی
- منصوره قربانی
- اکبر صباغ
- محمد بقایی پور